# خیار غبن
خیار غَبن (به فتح غین و سکون باء تلفظ می‌گردد) یا توانایی برهم‌زدن دادوستد (اختیار برهم زدن معامله) زیان‌آور به دلیل غیر متعارف بودن قیمت است.
در اصطلاح حقوقی خیار غبن یعنی، زیان ناشی از عدم تعادل بین عوضین در زمان معامله که به زیان‌دیده بعد از آگاهی به غبن، حق فسخ می‌دهد. هریک از متعاملین که در معامله غبن فاحش داشته باشد، بعد از علم به غبن می‌تواند معامله را فسخ کند. غبن در صورتی فاحش است که عرفاً قابل مسامحه نباشد.
بنابراین غبن باید فاحش باشد، و این فاحش بودن به این معنی است که کاملاً از نظر عرف آشکار باشد.

## غبن
غَبن در لغت به معنی خدعه است و در اصطلاح خیار غبن، اختیاری است که قانون در اثر عدم تعادل ارزش معاوضه مبیع با ثمن، به متضرر داده است که می‌تواند معامله را فسخ و یا به همان نحو قبول نماید. نامیدن خیار مزبور به خیار غبن از آن نظر است که یکی از طرفین معامله، اغلب در اثر خدعه، دیگری را مغبون می‌نماید. کسی که در معامله متضرر شده مغبون و طرف او را غابِن گویند.